# Ministère de la Défense (Ukraine)
Pour les articles homonymes, voir Ministère de la Défense.
Le ministère de la Défense (ukrainien : Міністерство оборони України) est un ministère du gouvernement ukrainien créé le 24 septembre 1991,, un mois après la déclaration d'indépendance de l'Ukraine. Le ministère était chargé de toute la réorganisation des forces militaires soviétiques sur le territoire de la juridiction ukrainienne,.

## Organisation
Le président ukrainien (actuellement Volodymyr Zelensky) est le commandant en chef suprême des forces armées ukrainiennes.

## Ministres de la défense ukrainiens
| Chronologie | Nom                            | Début             | Fin               |
| ----------- | ------------------------------ | ----------------- | ----------------- |
| 1er         | Kostyantyn Morozov             | 3 septembre 1991  | 30 septembre 1993 |
| 2e          | Ivan Bijan                     | 4 octobre 1993    | 8 octobre 1993    |
| 3e          | Vitalyi Radetskyi              | 8 octobre 1993    | 25 août 1994      |
| 4e          | Valeriy Chmarov                | 10 octobre 1994   | 8 juillet 1996    |
| 5e          | Oleksandr Kouzmouk             | 11 juillet 1996   | 24 octobre 2001   |
| 6e          | Volodymyr Chkidtchenko         | 12 novembre 2001  | 25 juin 2003      |
| 7e          | Ievhen Martchouk               | 25 juin 2003      | 23 septembre 2004 |
| 8e          | Oleksandr Kouzmouk             | 24 septembre 2004 | 3 février 2005    |
| 9e          | Anatoliï Hrytsenko             | 4 février 2005    | 18 décembre 2007  |
| 10e         | Iouriï Iekhanourov             | 18 décembre 2007  | 5 juin 2009       |
| 11e         | Mykhaïlo Yejel                 | 11 mars 2010      | 8 février 2012    |
| 12e         | Dmytro Albertovytch Salamatine | 8 février 2012    | 24 décembre 2012  |
| 13e         | Pavlo Lebedyev                 | 24 décembre 2012  | 27 février 2014   |
| 14e         | Valéri Heleteï                 | 3 juillet 2014    | 14 octobre 2014   |
| 15e         | Stepan Poltorak                | 14 octobre 2014   | 29 août 2019      |
| 16e         | Andriy Zahorodniouk            | 29 août 2019      | 4 mars 2020       |
| 17e         | Andriy Taran                   | 4 mars 2020       | 3 novembre 2021   |
| 18e         | Oleksiy Reznikov               | 4 novembre 2021   | 5 septembre 2023  |
| 19e         | Roustem Oumierov               | 6 septembre 2023  | 17 juillet 2025   |
| 20e         | Denys Chmyhal                  | 17 juillet 2025   |                   |

## Histoire
En 1994, l'Ukraine renonça volontairement à tout armement nucléaire. Le ministère dépensa des fonds importants pour éliminer les anciennes puissances nucléaires, les bases militaires et l'équipement de la main-d'œuvre pour répondre aux exigences du traité sur les forces armées conventionnelles en Europe.

Bâtiment du ministère de la Défense de l'Ukraine.
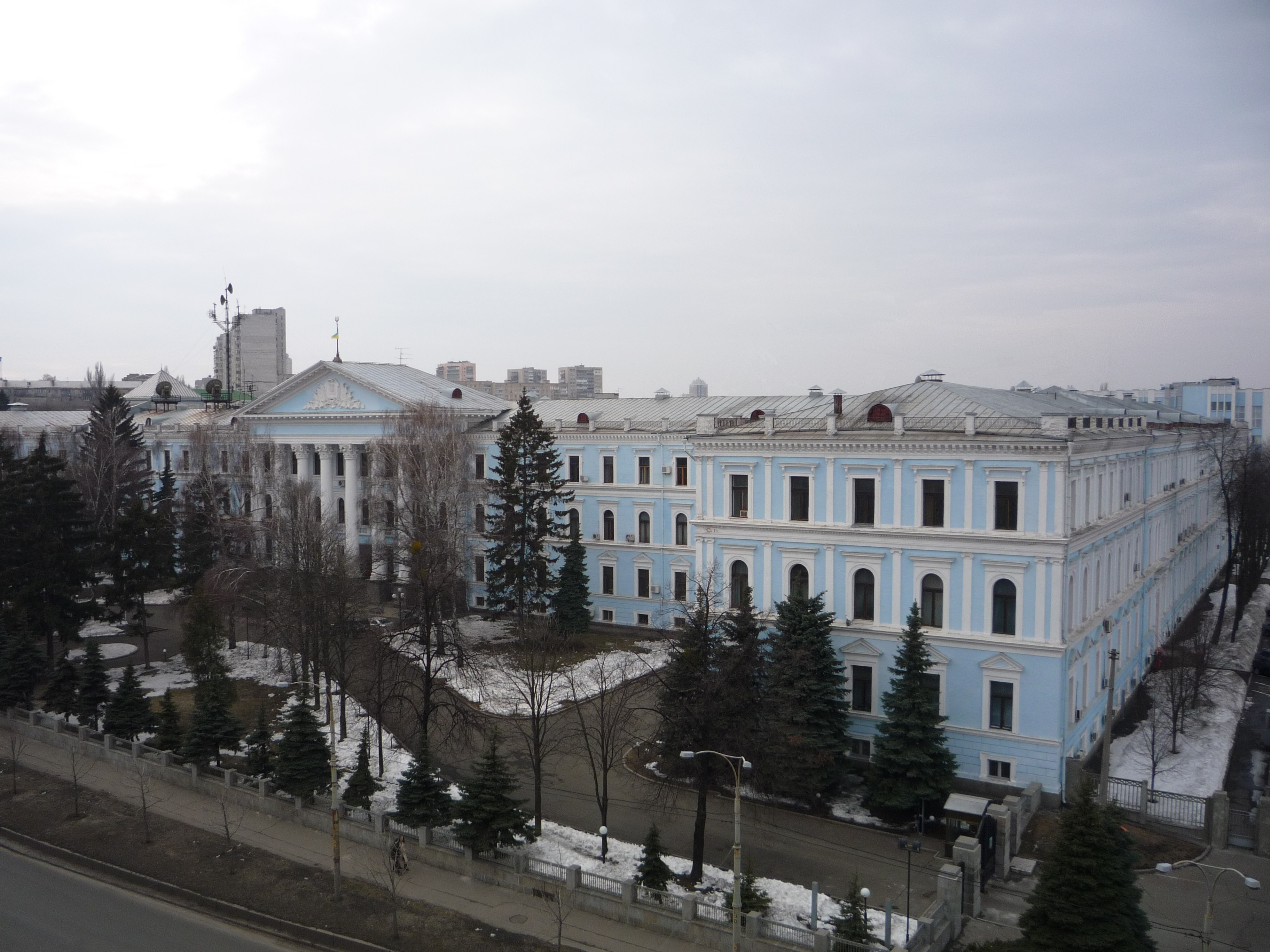
Ancien Corps de Cadets de Kiev du Grand duc Vladimir
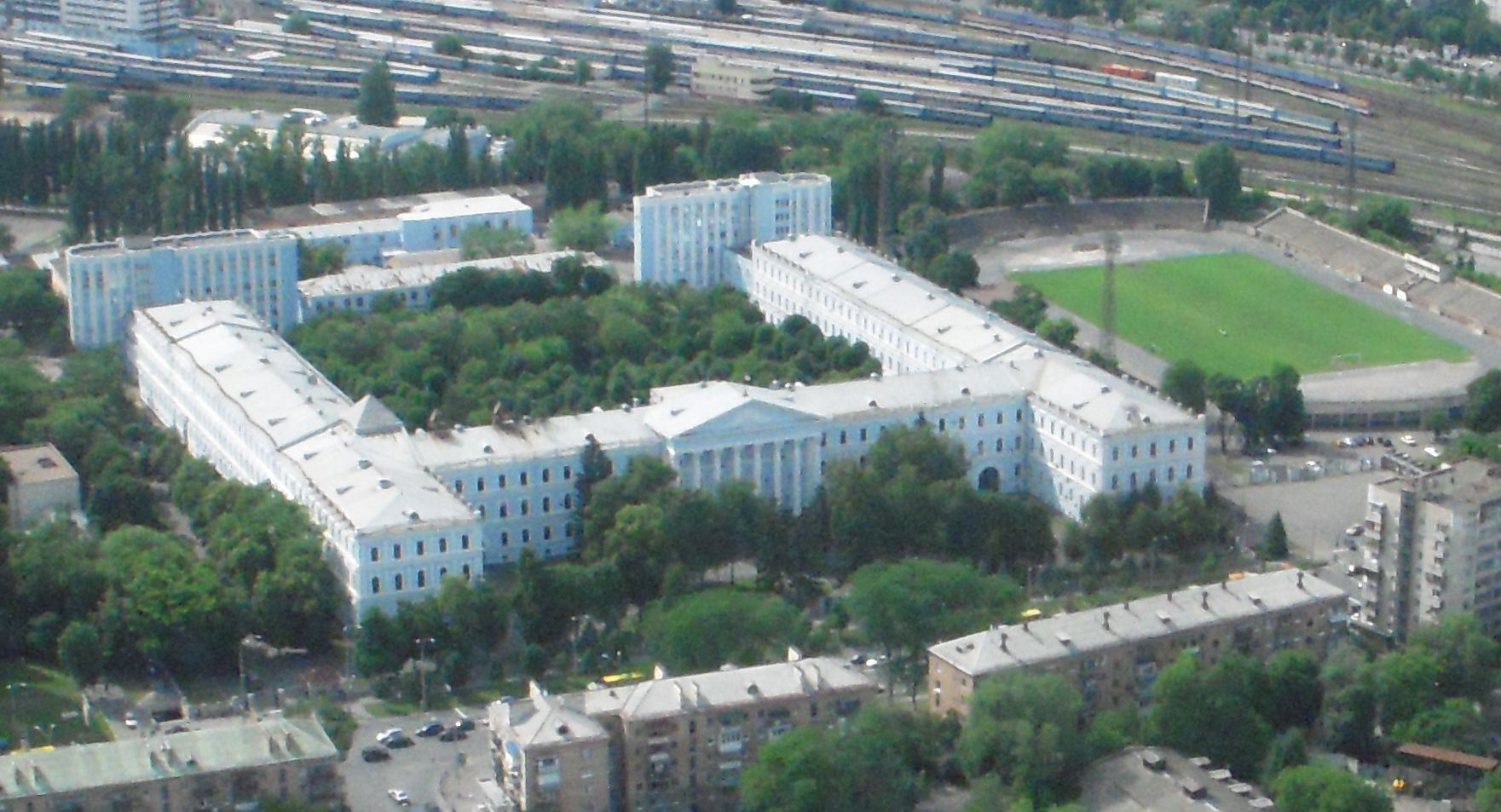
VKKK bâtiment classé[6].
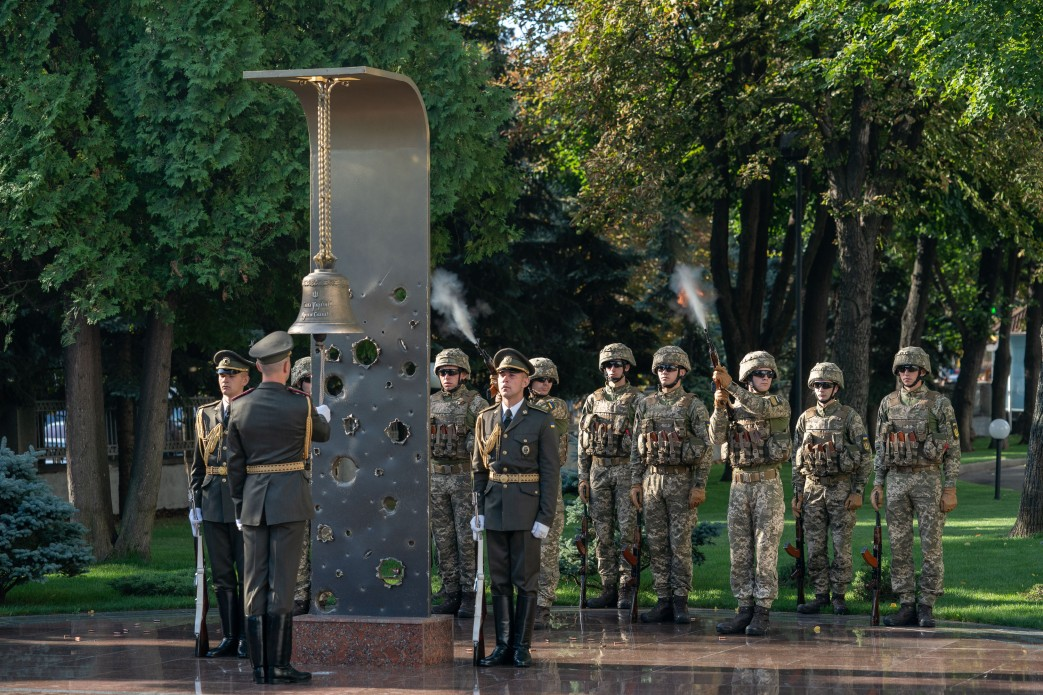
La Place de la mémoire lors du Jour du défenseur de l'Ukraine de 2019.

### Place de la mémoire
La place fut ouverte le 18 octobre 2018, la place honore les personnels des forces armées, policiers et volontaires tombés en service pour l'Ukraine. Le monument a été élaboré sur la volonté du Président Petro Porochenko, il comporte de nombreuses plaques et d'un Livre du Souvenir des Défenseurs Volontaires d'Ukraine.

### Médailles décernées
| 25 années de service | 20 années de service | 15 années de service | 10 années de service |
| Depuis 2013          | Depuis 2013          | Depuis 2013          | Depuis 2013          |
| -------------------- | -------------------- | -------------------- | -------------------- |
|                      |                      |                      |                      |
|                      |                      |                      |                      |

| Pour la valeur militaire | badge d'honneur | Pour service exemplaire | Croix de fer | Trident d'or | Pour blessures | Maintien de la Paix |
| Depuis 2013              | Depuis 2013     | Depuis 2013             | Depuis 2022  | Depuis 2022  | Depuis 2022    | Depuis 2022         |
| ------------------------ | --------------- | ----------------------- | ------------ | ------------ | -------------- | ------------------- |
|                          |                 |                         |              |              |                |                     |
|                          |                 |                         |              |              |                |                     |

### Depuis 2022
| Croix militaire | Croix de la Valeur | Croix des Forces Terrestres | Croix de l'Armée de l'Air | Croix des Forces de Communication et de Cybersécurité | Croix d'assaut aérien | Croix de l'infanterie navale |
| Depuis 2022     | Depuis 2022        | Depuis 2022                 | Depuis 2022               | Depuis 2022                                           | Depuis 2022           | Depuis 2022                  |
| --------------- | ------------------ | --------------------------- | ------------------------- | ----------------------------------------------------- | --------------------- | ---------------------------- |
|                 |                    |                             |                           |                                                       |                       |                              |
|                 |                    |                             |                           |                                                       |                       |                              |